# Giuggianello
Giuggianello – miejscowość i gmina we Włoszech, w regionie Apulia, w prowincji Lecce.
Według danych na rok 2004 gminę zamieszkiwały 1284 osoby, 128,4 os./km².